# Сакраментарий Карла Лысого

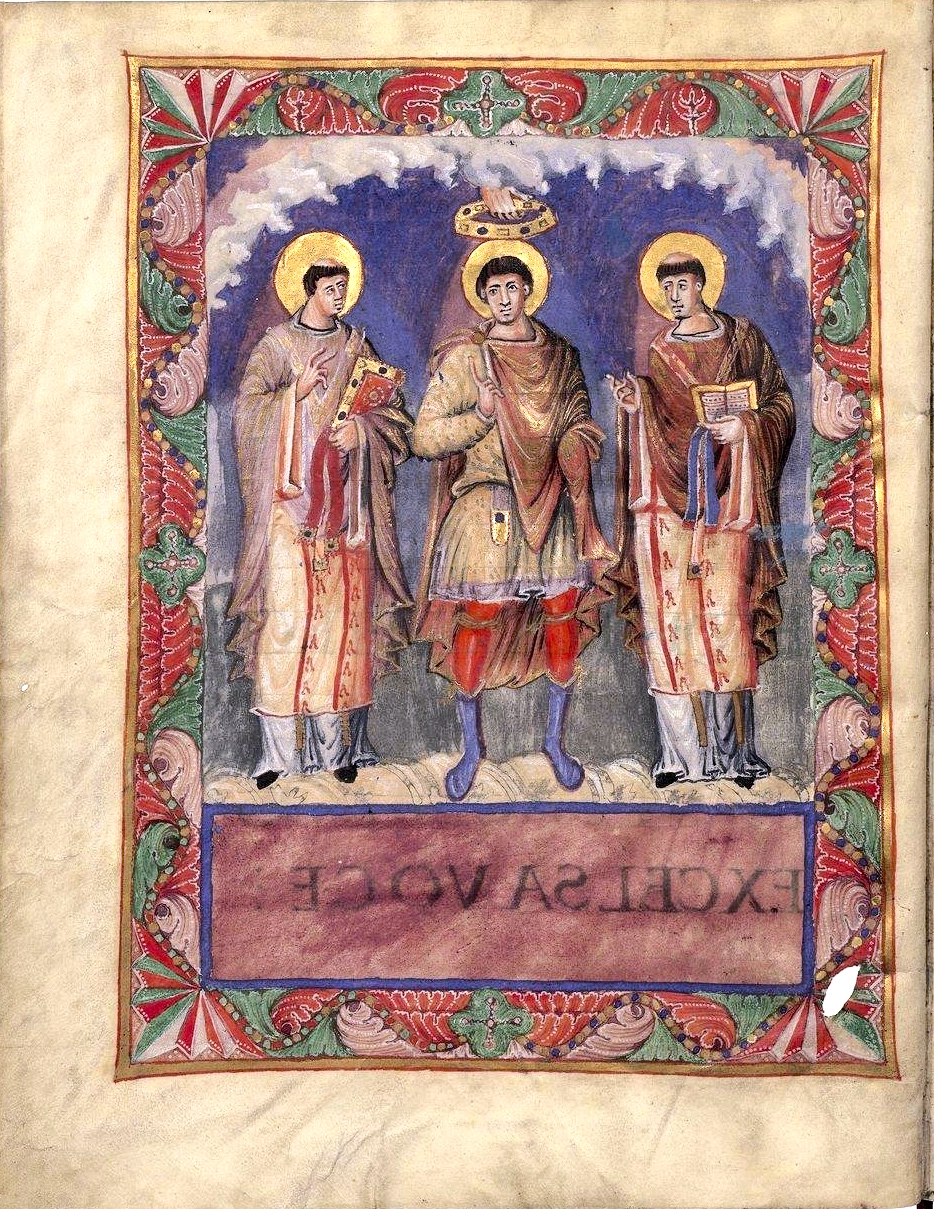
Коронация. Миниатюра на листе 2, изображающая, по-видимому, Карла Лысого и Пап Римских Геласия I и Григория I

Сакраментарий Карла Лысого (фр. Sacramentaire de Charles le Chauve) — иллюминированная рукопись, памятник книжного искусства Каролингского возрождения. Хранится в Национальной библиотеке Франции (каталожное обозначение Ms. lat. 1141). Сохранились только 10 листов, включающие 2 инициала и 5 полностраничных миниатюр. Поля в ряде случаев окрашены пурпуром.
Рукопись датирована 869—870 годами и относится по стилю к дворцовой школе Карла Лысого. Скрипторий, где она выполнена, не установлен, но, во всяком случае, она не могла быть создана в турском аббатстве Сен-Мартен. По стилистическим особенностями Ф. Эбер-Суффрин предположил, что манускрипт был создан в Меце, поскольку его оформление аналогично Золотому кодексу из Санкт-Эммерама и Библии из Сан-Паоло-фуори-ле-Мура. В 1675 году манускрипт оказался в библиотеке Кольбера, в 1732 году наследники передали рукопись в королевскую библиотеку.
Сохранились только 10 листов форматом 27 × 21 см. На первой из миниатюр представлена сцена коронации, на второй — портрет Св. Григория, который по традиции считался автором сакраментария. Далее следует изображение Христа в славе, в окружении евангелистов, ангелов и серафимов; изображение небесной иерархии и ещё одно изображение Христа в славе, с языческими аллегориями: Океана в виде титана и Земли в виде кормящей женщины, имеется и изображение распятия. Текст целиком выполнен золотыми чернилами каролингским минускулом, инициалы — капитальным рустичным письмом по пурпурному полю.